# 어룡초등학교 (광주)
어룡초등학교는 대한민국 광주광역시 광산구에 있는 공립 초등학교이다.

## 학교 연혁
- 2004년 5월 6일 : 개교

## 참고 자료
- 어룡초등학교 - 한국교육학술정보원 학교알리미